# Hammocallos brabanti
Hammocallos brabanti är en fjärilsart som beskrevs av Pierre Chrétien 1908. Hammocallos brabanti ingår i släktet Hammocallos och familjen Crambidae. Inga underarter finns listade i Catalogue of Life.